# XXVIIe congrès du Parti communiste français
Le XXVIIe congrès du PCF s'est tenu à Saint-Ouen du 18 au 22 décembre 1990.

## Contexte
L'effondrement des régimes communistes dans les pays du bloc de l'Est (Tchécoslovaquie en 1989, Allemagne de l'Est en 1990) provoque par opposition une "anti-perestroïka" au sein du PCF. En 1988, André Lajoinie a récolté 6,8 %, soit le pire score jamais réalisé par un candidat communiste à la présidentielle sous la Ve République jusque là. Les municipales de 1989 ont également été défavorables au parti, qui a perdu Nîmes, Amiens, Vierzon, Saint-Quentin, Saint-Étienne et Reims.

## Résolutions
Le rapport de Georges Marchais fustige la "gravité de la déviation stalinienne" et regrette l'influence que celle-ci a eu sur le PCF, évoque les acquis dus au parti depuis sa création et s'oppose à la guerre du Golfe.

## Membres de la direction

### Bureau politique
- Membres réélus : Claude Billard, Pierre Blotin, Antoine Casanova, François Duteil, Charles Fiterman, Jean-Claude Gayssot, Maxime Gremetz, Guy Hermier, Philippe Herzog, Jackie Hoffmann, Henri Krasucki, André Lajoinie, Francette Lazard, René Le Guen, Roland Leroy, Georges Marchais, Gisèle Moreau et Louis Viannet.
- Nouveaux membres : Alain Bocquet, Robert Hue, Jean-Paul Magnon, Francis Wurtz et Pierre Zarka[3].

### Secrétariat du Comité central
- Secrétaire général du Parti : Georges Marchais
- Secrétaires réélus : Jean-Claude Gayssot, Maxime Gremetz, André Lajoinie et Gisèle Moreau.
- Nouveaux secrétaires : Pierre Blotin, Jean-Paul Magnon et Paul Zarka.